# Wolfszeit. Deutschland und die Deutschen 1945–1955
Wolfszeit. Deutschland und die Deutschen 1945–1955 ist ein 2019 erschienenes historisches Sachbuch von Harald Jähner über die Nachkriegszeit in Deutschland, das auf der Leipziger Buchmesse 2019 neben vier anderen Publikationen einen Preis in der Kategorie Sachbuch und Essay bekam.

## Übersicht
Jähner will mit seinem Buch erzählen, „wie aus Volksgenossen allmählich wieder Bürger wurden“, wie auf den Trümmern der Massengefolgschaft „zwei auf ihre Weise antifaschistische, vertrauenserweckende Gesellschaften entstehen konnten“, indem er sich nicht in historische Großereignisse, sondern in die „Herausforderungen und eigentümlichen Lebensstile der Nachkriegsjahre versenkt.“
Der von einem Vor- und einem Nachwort gerahmte Haupttext ist in zehn Kapitel gegliedert, die Facetten des Alltagshandelns zu einer Mentalitätsgeschichte, einer Kulturgeschichte oder einem Stimmungsbild der deutschen Nachkriegsgeschichte verdichten.
Der Text, an dem Jähner rund drei Jahre gearbeitet und für den er eine Vielzahl bekannter Quellen ausgewertet und zusammengetragen hat, wird von einem halben Hundert Fotos und Reproduktionen begleitet, die den von Jähner oft zugespitzten Fokus illustrieren. Ein ausführlicher Anhang aus Anmerkungen, Literaturverzeichnis, Personenregister und Textnachweis unterstützt die Nachvollziehbarkeit.

## Titel
Der Autor erläutert den Titel als Metapher für eine „Niemandszeit“, „in der ‚der Mensch dem Menschen zum Wolf‘ geworden war“ und sich „jeder nur um sich selbst oder sein Rudel kümmerte“. Damit bezieht er sich auf das Leben in den Trümmern der Städte bei mangelhafter Versorgung mit dem Lebensnotwendigen und unter körperlicher Bedrohung durch die vielen Hungernden und auch moralisch Entwurzelten der unmittelbaren Nachkriegszeit.
Dennoch scheinen Titel und Text nicht aufeinander abgestimmt: Der Buchtitel lasse „an wilde Kämpfe und blutige Vergeltung denken“, obwohl Jähner einen besonderen Akzent auf die verschiedenen und verschlungenen Wege einer neuen Gemeinschaftsbildung legt. Da die Entwicklungskeime einer neuen und vor allem bundesdeutschen Zivilisation im Vordergrund stehen, sei „diese Bezeichnung (...) natürlich deswegen äußerst unglücklich (...) Die Wolfszeit hat 1933 begonnen.“ Jähner unterminiert seinen Titel auch selbst: „Von Wolfszeit sprach man. (...) Aber stimmt das? War die Moral tatsächlich in Gänze in den Keller geschickt worden, zum Wegschauen in den Tiefschlaf?“ „Zahlreiche Befunde und Überlegungen, die er präsentiert, widersprechen sogar der vom Buchtitel evozierten These.“

## Inhalt
Jähner erzählt im ersten Kapitel von der zukunftsprägenden Kontrebande der Kontinuität faschistischer Eliten, der Verdrängung und den Vergewaltigungen, die mit dem Mythos eines unbelasteten Anfangs in der „Stunde Null“ nicht zusammenpassen. Er geht im zweiten Kapitel den Deutungen der Trümmerlandschaften nach, die für die einen die neue Offenheit auf einem Sandstrand der Zivilisation darstellten, so z. B. für die weit und um sich blickenden Architekten eine inspirierende Baufreiheit, und für die anderen die Reduktion des schönen ideologischen Scheins auf ihr immer noch fotogenes Wesen bedeuteten. Wiederholt gelingen ihm dabei prägnante Formulierungen wie die der im Aufräumen „gekehrten Hölle“, der Schuttberge als „Kriegsendmoränen“ und des „Trümmertourismus“.
Er beschreibt im dritten Kapitel die Wanderungsbewegungen der etwa 40 Millionen Entwurzelten in Deutschland, der befreiten Gefangenen, der Obdachlosen, der Geflohenen und dauerhaft Vertriebenen, deren Aufeinandertreffen die Alliierten einen Bürgerkrieg befürchten ließ. Die Vertriebenen wertet er als modernisierendes Ferment der Gesellschaft, obgleich sich ein aggressiver Rassismus gegen die Zugezogenen, die „Pollacken“, wendete. Die Nation zerlegte sich in argwöhnische Volksgruppen: „Ein neuer Nationalismus ließ sich auf diesem zerstrittenen Fundament kaum bauen – kein schlechter Ausgangspunkt für die junge Demokratie.“
Jähner schildert die langfristig positiven Wirkungen von problematischen Alltagserfahrungen wie den bis zu zwei Millionen Vergewaltigungen durch Soldaten der Roten Armee auf der einen Seite und dem erstaunlich lässigen Auftreten von amerikanischen und britischen Armeeangehörigen auf der anderen, die stillen Vorbehalte gegenüber dem sowjetischen und die Affinität gegenüber dem kapitalistischen System.
Im fünften Kapitel schildert Jähner das Elend der geschlagenen, halbverhungerten, kranken, verhaltensgestörten deutschen Männer, die aus Krieg und Gefangenschaft zurück, aber lange nicht nach Hause kamen. Als Verlierer des Kriegs und ihrer Familienrolle traten sie ihren Angehörigen als Ehemänner und Väter gegenüber und konnten die neue Selbständigkeit ihrer Frauen oft nur als Schamlosigkeit oder Ich-Bezogenheit verstehen.
Raub, Plünderungen und Schwarzhandel führten, wie im sechsten Kapitel beschrieben, zu Kollisionen mit dem deutschen Ordnungssinn, mündeten in verharmlosenden Bezeichnungen („fringsen“ oder „organisieren“) und in aufgeregten Diskussionen über die neue Massenkriminalität der Petitessen, die ex negativo auf die völlige Ausblendung der deutschen Kriegsverbrechen verwies. „Allein in Berlin wurde an sechzig Orten schwarz gehandelt“ und bis zur Hälfte der Warenzirkulation wurde in Berlin illegal abgewickelt – eine Staatsbürgerschule in Kommunikation, Menschenkenntnis und radikalisierter Markterfahrung.
Die Analyse der Genese des Wirtschaftswunders konzentriert Jähner im siebten Kapitel auf die Währungsreform und die Fallgeschichten des VW-Werks in Wolfsburg und des ungleich kleineren Konzerns von Beate Uhse, deren Erfolg die Anstrengungen zur ethisch-moralischen Festigung der Bevölkerung nur noch dringlicher erscheinen ließ.
Neben den alliierten Programmen zur ideologischen Neuorientierung Westdeutschlands in Zeitungen, Verlagen und Rundfunkhäusern (achtes Kapitel) bediente sich laut Jähner die US-Außenpolitik vor allem der abstrakten Kunst aus politischen Gründen (neuntes Kapitel). Die vielgestaltigen Abstraktionen symbolisierten die Freiheit des Individuums, die Modernität und Vitalität des Kapitalismus – um so mehr, als im Ostblock der „sozialistische Realismus“ ab 1947 zunehmend von oben dekretiert worden sei. Mit großem Gespür für die Elemente einer antikommunistischen, „westlichen“ Identität habe die CIA verdeckt Künstler mit Stipendien, Autorenhonorierung und Ausstellungen unterstützt, wodurch die neue Ästhetik schnell tonangebend wurde, wie etwa das Alltagsdesign mit Mustertapeten, Nierentischen und Tütenlampen.
Schließlich wendet sich Jähner im zehnten Kapitel der verbreiteten Verdrängung der Verantwortung für deutsche Kriegsverbrechen und den Holocaust zu, eine empörende, „schwer erträgliche Anmaßung“; aber mit Hermann Lübbe, Norbert Frei und Egon Bahr urteilt Jähner, dass dieses Beschweigen letztlich geholfen habe, die sechs Millionen NSDAP-Mitglieder, die zwölf Millionen Vertriebenen und das Heer der Mitläufer mit der Demokratie zu versöhnen.

## Lob und Kritik
Die Rezensenten stimmen nahezu alle im Lob der Geschichtserzählung überein, der griffigen Formulierungen und fesselnden Sequenzen, der klugen Metaphern und dem stillen Humor, der heranzoomenden biografischen Miniaturen und der verallgemeinernden Pointen.
Kritisch vermerkt wird die Fokussierung auf Westdeutschland bzw. die BRD, die weitgehende Aussparung des größeren politischen Rahmens und der präjudizierenden Einflüsse der westlichen Alliierten, der Teilung Deutschlands sowie die einseitige Quellenauswahl aus dem urbanen Milieu. Weltpolitik finde fast nicht statt, sodass in der Wolfszeit aufs Neue der „Münchhausen-Mythos“ des deutschen Wirtschaftswunders belebt werde.
Bei genauem Lesen bemerke man zudem einen besonderen Subtext: „Den Autor treiben nicht nur die Jahre 1945 – 1955 um, sondern auch die um 1968.“